# جيمس بيرد
جيمس اندرو بيرد (بالإنجليزية: James Beard)‏ ( 5 مايو 1903- 21 يناير 1985) شيف أمريكي وكاتب متخصص في الطبخ، وصاحب مؤسسة جوائز مؤسسة جيمس بيرد التي تعنى بتقديم الجوائز السنوية في أنواع الطهي المختلفة والتي أنشئت في عام 1990 وغالبا ما تسمى «حفل توزيع جوائز الأوسكار للأغذية».

## وفاته
توفي جيمس بيرد بسبب قصور في القلب في 21 يناير 1985 في منزله في مدينة نيويورك عن عمر يناهز 81 عامًا. تم حرق جثته ونثر رماده على الشاطئ في غيرهارت بولاية أوريغون ، حيث أمضى الصيف هناك في طفولته.
في عام 1995 ، نُشر كتاب الحب والقبلات وهالة الكمأ: رسائل من هيلين إيفانز براون. احتوت على مقتطفات من مراسلاتهِ النصف الأسبوعية من 1952 إلى 1964 مع صديقته وزميلتهُ الشيف هيلين إيفانز براون. أعطى الكتاب نظرة ثاقبة وشاملة لعلاقتهم وكذلك الطريقة التي طوروا بها أفكارًا للوصفات والمشاريع والطعام.

## روابط خارجية
- جيمس بيرد على موقع الموسوعة البريطانية (الإنجليزية)
- جيمس بيرد على موقع إن إن دي بي (الإنجليزية)